# Канадська зала слави людей з інвалідністю
Канадська Зала слави інвалідів або людей з обмеженими можливостями (раніше Зал слави Террі Фокса) - відзначає «видатних канадців, які зробили надзвичайний внесок у покращення якості життя людей з обмеженими можливостями».  Ним керує Канадський фонд для людей з обмеженими фізичними можливостями, що розташований за адресою: Metro Hall, 55 John St., у центрі Торонто. Зала названа на честь Террі Фокса, активіста з дослідження раку, який спробував пробігти всією територією Канади, що отримав назвавши цей проєкт «Марафон надії».

## Нагороджені

### 1993 рік
- Едвін А. Бейкер
- Джон Гіббонс
- Рік Гансен
- Роберт Вілсон Джексон
- Маргарет Маклеод
- Андре Вігер

### 1994 рік
- Арнольд Болдт
- Вільям Камерон
- Беріл Поттер
- Роберт Л. Рамбол

### 1995 рік
- Брюс Холлідей
- Альбін Т. Жусс
- Джеремі Ремпел
- Мона Вінберг

### 1996 рік
- Арлет Лефевр
- Джоанна Муц
- Вікі Кіт Манро
- Уолтер Ву

### 1997 рік
- Джефф Адамс
- Еліс Лейн та Одрі Морріс
- Девід Онлі
- Віпер Біллі Ватсон

### 1998 рік
- Лінкольн М. Александр
- Гері Берч
- Гаррі Боттерелл
- Френк Бруно

### 1999 рік
- Кліффорд Чаддертон
- Леслі Лем
- П'єр Мортен
- Аллан Сімпсон

### 2000 рік
- Морріс (Міккі) Мілнер
- Євген Реймер
- Сара Томпсон
- Сем Салліван

### 2001 рік
- Емі Дуфенбейкер
- Айві Гранстром
- Том Хейні
- Джеймс Макдугал

### 2002 рік
- Мей Браун та Джоан Мактавіш
- Стефані Макклеллан
- Джо-Енн Робінсон
- Роберт Стедвард

### 2003 рік
- Джоан Бердан
- Джек Донохью
- Браян Кеовн
- Чарльз Татор

### 2004 рік
- Карлос Коста
- Джоанна Джонсон
- Девід Лепофскі
- Генрі Велер

### 2005 рік
- Пітер Ерікссон
- Люсі Флетчер та Роберт Флетчер
- Патрік Джарвіс
- Шанталь Петітклерк

### 2006 рік
- Майкл Еджсон
- Дженіс Едрофф
- Стівен Флетчер
- Джун Хупер

### 2007 рік
- Елізабет Гранбуа
- Джоан Сміт, активіст
- Лорен Вулстенкрофт, спортсменка

### 2008 рік
- Адріан Анантаван
- Лінда Кребтрі
- Джефф Ферні
- Деніел Вестлі, спортсмен

### 2009 рік
- Джефф Гілі, музикант
- Девід Хінгсбургер
- Даян Рой, спортсменка
- Джилл Тейлор та Гері Тейлор

### 2010 рік
- Колетт Бургонье, спортсменка
- Алан Дін
- Девід Шеннон
- Джеффрі Тіссен

### 2011 рік
- Арчі Еллісон
- Бенуа Юо, спортсмен
- Браян МакКівер та Робін МакКівер, спортсмени
- Селія Саутворд

### 2012 рік
- Енн Кейн
- Трейсі Фергюсон, спортсменка
- Роберт Хемпсон
- Джойс Томпсон (посмертно)

### 2013 рік
- Реймонд Коен
- Девід Кромбі, заслуга всього життя
- Стефані Діксон, спортсменка
- Рамеш Ферріс
- Джеррі Джонстон та Енні Джонстон

### 2014 рік
- Сударшан Гаутам, досягнення
- Шановний Вім Кочхар, досягнення всього життя
- Марк Вафер
- Елізабет Вокер-Янг
- Кріс Вільямсон, спортсмен

### 2015 рік
- Лорен Барвік
- Бернард Глюкштайн
- Рік Мерсер

### 2016 рік
- Марні Еббот-Пітер, спортсменка
- Тім Фрік
- Террі Келлі

### 2017 рік
- Тодд Ніколсон, спортсмен
- Джим Сандерс
- Ширлі Шелбі
- Роб Снук[2]

### 2018 рік
- Джим Г. Кайт, спортсмен
- Елвін Ло
- Браян Малруні

### 2019 рік
- Бредлі Боуден, спортсмен
- Браян Макферсон
- Річард Пітер, спортсмен
- Трейсі Шмітт

### 2020 рік
- Тім Кормоуд
- Марта Сандовал Густафсон, спортсменка
- Міну Сіканд, досягнення

### 2021 рік
- Вівіан Берклі, спортсменка
- Френк Фоліно, Achiever
- Карла Кволтро